# Paramphiascella bodini
Paramphiascella bodini är en kräftdjursart som först beskrevs av Nicolaus Gustavus Bodin 1964.  Paramphiascella bodini ingår i släktet Paramphiascella och familjen Diosaccidae. Inga underarter finns listade i Catalogue of Life.